# Vilém Michl, Továrna motorů, motorových kol a velocipedů, strojírna a slévárna
Vilém Michl, Továrna motorů, motorových kol a velocipedů, strojírna a slévárna war ein Hersteller von Fahrrädern, Motorrädern und Automobilen aus Österreich-Ungarn, später Tschechoslowakei.

## Unternehmensgeschichte
1883 oder 1894 gründete Vilém Michl das Unternehmen in Slaný. 1894 begann die Fahrradproduktion. 1902 kam die Produktion von Motorrädern dazu. 1906 oder 1909 sowie 1930 entstanden Automobile. Der Markenname lautete Orion. 1907 waren 130 Arbeiter angestellt. In den 1930er Jahren leitete Vilém Michl Junior das Unternehmen. 1937 endete die Produktion.

## Fahrzeuge

### Automobile

#### 1906
Bei dem Fahrzeug von 1906 handelte es sich um einen Kleinwagen. Der Motor war unterhalb des Fahrzeugbodens montiert. Hiervon entstanden einige Dutzend Exemplare.

#### 1930
Diese Fahrzeuge waren Dreiräder, bei denen sich das einzelne Rad hinten befand. Der Motor mit 500 cm³ Hubraum und SV-Ventilsteuerung befand sich im Heck. Die Karosserie entstand nach Kundenwunsch. Nur wenige Exemplare wurden verkauft.

### Motorräder
In den Motorrädern kamen sowohl Zweitakt- als auch Viertaktmotoren zum Einsatz. Bei den ersten Motoren handelte es sich um Einzylindermotoren mit 2, 2,5 und 3 PS Leistung sowie um Zweizylindermotoren mit 7 PS Leistung. Der Export erfolgte nach Belgien, Deutschland, Italien, Russland, Südafrika und Ungarn.